# Nonivamid
Nonivamid oder Pseudocapsaicin, auch PAVA, ist ein synthetisches Capsaicin, welches als Arznei- oder Reizstoff verwendet wird.

## Chemische Eigenschaften
Chemisch unterscheidet sich Nonivamid von Capsaicin durch die fehlende Doppelbindung und Methylgruppe in der Seitenkette.

## Verwendung
Nonivamid wirkt als Analgetikum sowie durchblutungsfördernd und wird daher bei Muskel-, Gelenk- und Nervenschmerzen des rheumatischen Formenkreises eingesetzt.
Weitere Verwendung findet Pseudocapsaicin als Wirkstoff im Pfefferspray oder in Pfeffer-Reizgaspatronen für Schreckschusspistolen.

## Pharmakologie
Nonivamid ist ein synthetisches Capsaicin-Analogon mit analgetischen Eigenschaften, das zu einer Verringerung der Substanz P in den peripheren schmerzempfindlichen C-Fasern und Aδ-Nervenfasern bei wiederholtem Auftragen auf die Haut führt.

## Handelsnamen
Monopräparate
- Gothaplast Capsi-med Wärmepflaster (D)
- ABC Wärme-Pflaster (D)

Kombinationspräparate
- Finalgon (D, A), Histalgan (CH), Rubriment (A, CH)